# Kepler-277b
Kepler-277b es un planeta extrasolar que forma parte de un sistema planetario formado por al menos dos planetas. Orbita la estrella denominada Kepler-277. Fue descubierto en el año 2013 por la sonda Kepler por medio de tránsito astronómico.